# Sumedha Ranasinghe
Sumedha Ranasinghe (ur. 10 lutego 1991) – cejloński lekkoatleta specjalizujący się w rzucie oszczepem.
W 2015 odpadł w eliminacjach podczas uniwersjady. Reprezentował Sri Lankę na igrzyskach olimpijskich w Rio de Janeiro (2016).
Wielokrotny medalista mistrzostw Sri Lanki. 
Rekord życiowy: 85,78 (9 marca 2025, Diyagama) – rezultat ten jest aktualnym rekordem Sri Lanki.

## Osiągnięcia
| Rok  | Impreza                             | Miejsce        | Pozycja           | Wynik |
| ---- | ----------------------------------- | -------------- | ----------------- | ----- |
| 2015 | FISU Letnia Uniwersjada             | Gwangju        | el. – 20. miejsce | 68,90 |
| 2016 | Igrzyska olimpijskie                | Rio de Janeiro | el. – 36. miejsce | 71,93 |
| 2017 | FISU Letnia Uniwersjada             | Tajpej         | 12. miejsce       | 69,65 |
| 2018 | Igrzyska Wspólnoty Narodów          | Gold Coast     | 12. miejsce       | 70,15 |
| 2019 | Mistrzostwa Azji                    | Doha           | 8. miejsce        | 73,50 |
| 2019 | Światowe wojskowe igrzyska sportowe | Wuhan          | 3. miejsce        | 75,35 |
| 2019 | Igrzyska Azji Południowej           | Katmandu       | 3. miejsce        | 74,97 |